# Арабелла (телесериал)
«Арабелла» (чеш. Arabela, 1979) — сказочный сериал производства Чехословакии по сценарию Милоша Мацоурека. Продолжениями являются фильм «Румбурак» (чеш. Rumburak, 1985) и сериал «Арабелла возвращается, или Румбурак — король Страны Сказок» (чеш. Arabela se vrací: Rumburak králem Říše pohádek, 1993).

## Сюжет
На съёмках фильма пан Майер находит волшебный колокольчик, на звон которого появляется волшебник пан Румбурак, готовый исполнить любое желание. Однако, Румбурак не так прост, как кажется: устав за годы службы от роли слуги колокольчика, Румбурак теперь хочет сам стать королём Страны Сказок и взять в жёны прекрасную принцессу Арабелу. Чтобы победить главного злодея Страны Сказок Арабеле и её друзьям приходится искать помощь в самых неожиданных местах. Наградой за победу над Румбураком станет свадьба с её возлюбленным из мира людей — Петром Майером.

## В ролях
- Владимир Меншик / Vladimír Menšík — Карел Майер
- Стелла Зазворкова / Stella Zázvorková — пани Майерова
- Владимир Длоуги / Vladimír Dlouhý — Пётр Майер
- Яна Нагьёва / Jana Nagyová — принцесса Арабела (озвучивает Либуше Шафранкова)
- Дагмар Патрасова / Dagmar Patrasová — принцесса Ксения
- Иржи Лабус / Jiří Lábus — пан Румбурак
- Властимил Бродский / Vlastimil Brodský — Гиацинт, король Страны сказок
- Яна Брейхова / Jana Brejchová — королева Страны сказок
- Ондржей Кепка / Ondřej Kepka — Гонзик Майер
- Вероника Тыблова / Veronika Týblová — Марженка Германова
- Иржи Совак / Jiří Sovák — волшебник Виго
- Олдрих Визнер / Oldrich Vízner — принц Виллибальд
- Яна Андресикова / Jana Andresíková — ведьма
- Франтишек Филиповский / František Filipovský — чёрт Блекота (в другом варианте перевода — Бормотун)
- Ива Янжурова / Iva Janžurová — пани Мюллерова
- Антонин Едличка / Antonín Jedlička — учитель Адам
- Вацлав Логниский / Václav Lohniský — бандит Фоусек
- Франтишек Петерка / František Peterka — Фантомас, король Страны Сказок для взрослых
- Хелена Ружичкова / Helena Růžičková — работница телевидения, рассказчица
- Ивана Андрлова / Ivana Andrlová — коллега Петра
- Милада Ежкова — старуха
- Честмир Ржанда — профессор
- Люба Скорепова / Luba Skorepova — Баба-Яга[2]

## Содержание серий
|         | |  |  |  |
| 01 (01) | «Как пан Майер нашел колокольчик» Пан Майер на съёмках фильма нашёл колокольчик. Звук колокольчика вызывает волшебника пана Румбурака, который исполняет любое желание. Друг пана Майера Гросс рекомендовал его на роль ведущего детских сказок. На первом эфире происходит казус. На прогулке пан Майер обещает ребятам, что в луна-парке выиграет мишку, но проигрывает. Вечером он просит Румбурака, чтобы научил его стрелять. Волшебник перенёс пана Майера в королевство сказок, где тот между делом рассказал о телевидении. Румбурака очень заинтересовало телевидение. Пан Майер случайно убивает говорящего волка. Пан Румбурак предчувствует надвигающиеся неприятности. |  |  |  |
|         | |  |  |  |
| 02 (02) | «Месть Румбурака» Пан Румбурак приходит с докладом во дворец короля страны сказок, где у незадачливого волшебника отбирают перстень и плащ, а затем превращают его в волка. После Румбурака расколдовывает баба-яга, и они улетают в старый замок, где находят другой плащ и два перстня. Вернув силу, Румбурак превращает королеву в голубку, а на её место сажает бабу-ягу. Приняв обличье пана Майера, Румбурак с помощью собственной телестудии и перевёрнутых наизнанку сказок толкает королевство сказок к гибели. Кроме того, он мечтает заполучить руку принцессы Арабеллы, в которую влюблён. |  |  |  |
|         | |  |  |  |
| 03 (03) | «Петр и принцесса» Перепутанные сказки вносят все больший беспорядок в сказочном царстве. По предложению принцессы Арабеллы, придворный чародей пан Виго отправляется в мир людей к ведущему телепередач — пану Майеру с тем, чтобы уговорить его привести всё в порядок. Вместе с Виго отправляются принцессы Ксения и Арабелла, которая влюбляется в сына Майера — Петра и в образе мухи помогает ему на экзамене. Когда после данного Майером обещания дела в сказках не улучшаются, Виго превращает Майера в таксу, чтобы прекратить дальнейшие беспорядки. Он не знает, что виноват в них не Майер, а злой Румбурак, который жаждет получить королевство и принцессу Арабеллу. |  |  |  |
|         | |  |  |  |
| 04 (04) | «Такса Карл Майер» Пока превращенный в собаку пан Майер пытается свыкнуться со своим положением, его семья пытается скрыть происшествие. На телевидении тем временем находят новую ведущую программы сказок, но это никак не помогает - Румбурак под видом пана Майера опять вмешивается в трансляцию и перевирает сказку о семи гномах, которые по сюжету в итоге уничтожают королевство сказок. В отчаянии король Гиацинт обещает полкоролевства и руку принцессы Арабелы тому, кто поможет навести в королевстве порядок. Румбурак тут же объявляется во дворце и ставит свои условия. Арабела не в восторге от перспектив стать женой Румбурака. А в это время старшая дочь короля принцесса Ксения увлеклась принцем Валибальдом, который из-за происков Румбурака, вместо того чтобы разбудить спящую красавицу, ограбил её. |  |  |  |
|         | |  |  |  |
| 05 (05) | «Побег Арабелы» Баба-яга, скрывающаяся под обличьем королевы, помогает Румбураку похитить Арабелу. Попав в его замок Арабела пробует мясо волшебной змеи, благодаря чему начинает понимать язык животных и птиц. Узнав из разговора двух воробьев об ожерелье, потерянном одной принцессой, Арабела предлагает Румбураку найти его, обещая за это выйти за него замуж. Тем временем в дом Майеров приходит врач-психиатр, которому Петр завуалированно рассказал о том, что случилось с его отцом. Попытка врача изучить случай пана Майера приводит к тому, что он сам попадает в больницу как пациент. Арабела, воспользовавшись отлучкой Румбурака, обманывает караулившего её безголового рыцаря Пекоту и сбегает в мир людей, похитив дорожный плащ и волшебный чемодан. Появившись в доме скучавшего по ней Петра, она возвращает человеческий облик пану Майеру. |  |  |  |
|         | |  |  |  |
| 06 (06) | «Исчезновение Петра» Рассерженный побегом Арабелы Румбурак влезает в эфир чехословацкого телевидения и угрожает принцессе. Король Гиацинт и пан Виго перемещаются в мир людей, чтобы вернуть Арабелу и из-за упрямства короля попадают в психиатрическую лечебницу. Тем временем Петр и Арабела, прикрепив летающий чемодан к шкоде пана Майера, летают над Прагой, пугая пана декана. Вскоре их замечают Румбурак и Блекота и бросаются в погоню, но попадают в аварию и оказываются в тюрьме за незаконную телетрансляцию. Румбурак при этом лишается перстня - его успел с него снять Петр. Вскоре перстень попадает в руки Гонзика и Мажинки, которые начинают использовать его в своих целях. В итоге из-за неумного поступка Гонзика пан Майер тоже попадает в психиатрическую больницу. Тем временем Арабела и Петр попадают в гостиничный номер Румбурака, где Петр находит дорожный плащ и едва Арабела успевает его предостеречь, надевает его и исчезает. |  |  |  |
|         | |  |  |  |
| 07 (07) | «Сказки сдают в утиль» Пётр Майер, по неосторожности попавший в Страну Сказок, становится заложником принцессы Ксении. Пользуясь техническими способностями Петра, она заставляет его с помощью волшебного перстня превратить прекрасную Страну Сказок в модернизированный мир панельных домов и технических достижений. А между тем в далёком мире людей пан Румбурак пытается захватить Арабеллу. Привязанный к койке тюремной больницы, он приказывает своему слуге унести Арабеллу обратно в свой замок. Слуга, чёрт Блекото, стремясь выполнить приказ, по ошибке вместо Арабеллы захватывает и уносит в Страну Сказок учительницу музыки Мюллерову. Пётр Майер по приказу Ксении обновил Страну Сказок, но злая принцесса отказывается отпустить его домой в мир людей к Арабелле. |  |  |  |
|         | |  |  |  |
| 08 (08) | «Гонзик и Марженка» Марженка и Гонзик приносят волшебное кольцо в школу, но его отнимают одноклассники. Они превращают учителя в Микки Мауса, директора — в гусеницу, а сбежавших из тюрьмы пана Румбурака и ещё одного заключенного — в зонтики. В итоге зонтики оказываются дома у Майеров. Марженка и Гонзик случайно перемещаются в Страну Сказок, а волшебный чемодан попадает к водяному. |  |  |  |
|         | |  |  |  |
| 09 (09) | «Цивилизация требует своего» Путешествуя по стране сказок Гонзик и Марженка натыкаются на пряничный домик, хозяйка которого - злая колдунья, конечно же хочет их съесть, она забирает у них дорожный плащ и сажает в клетку, чтобы откормить. Мимо домика проходит сбежавший от Ксении Петр и спрашивает у колдуньи дорогу в мир людей. Колдунья отправляет его в страну сказок для взрослых к её повелителю Фантомасу, который сможет ему помочь. Петр, не зная, что в плену у старухи его младший брат с подружкой уходит. Тем временем население страны сказок взбунтовалось против устроенных Ксенией новшеств. За это принцесса превращает всех жителей в автомобили, в том числе и хозяйку пряничного домика. Гонзик и Маржинка сбегают на превратившейся в довоенную "прагу" колдунье и догнав Петра, возвращаются за дорожным плащом. Но тот съели мыши. Тем временем в мире людей пан Майера вызывают в школу. Он берет с собой Арабеллу, которая узнав, что случилось с учителем и директором расколдовывает не только их, но и принесенных в школу как зонты Румбурака и его сокамерника. Последний, вернув человеческий облик, грабит дом Майеров и сбегает, оставив Румбурака ни с чем. |  |  |  |
|         | |  |  |  |
| 10 (10) | «Большой шанс Румбурака» Петр, Гонзик и Маржинка прибывают в страну сказок для взрослых, где их встречает правитель этой страны Фантомас. Он отправляет их в замок Румбурака, где теперь заправляет бывшая пани Мюллерова, а теперь Блекотова, под руководством которой Блекота, Пекота и Мекота вынуждены наводить в замке порядок, вскоре к ним присоединяется и Петр с детьми. В мире людей из-за безденежья король Гиацинт и пан Виго вынуждены устроиться на работу. Арабела, придя на набережную, чтобы купить рыбу, встречает там Водяного, который рассказывает ей, что натворила Ксения со страной сказок. Ксения, Валибальд и Баба-яга, заскучав, перебираются в мир людей, где решают хорошенько покутить. Из-за их легкомыслия они теряют свой волшебный перстень, который тут же подбирает вор. Валибальд не может заплатить за дорогой ужин и попадает в тюрьму. Арабела встречает вора с волшебным перстнем и теперь должна придумать, как его отнять. |  |  |  |
|         | |  |  |  |
| 11 (11) | «Слишком много генералов» Король страны сказок случайно взрывает химический завод и вместе с паном Майером и волшебником Виго попадает в тюрьму, где сидит и его зять — принц Валибальд. Между тем Арабела отбирает у вора волшебный перстень и освобождает своих близких. Все собираются у Майера, в надежде на то, что разрешение их проблем уже близко, и Пётр с детьми вернутся домой, а король, Виго, Ксения и Валибальд — в царство сказок. Но перстень обманным путём оказывается у Яги. Она отдает его Румбураку, который отправляется за беззащитной Арабелой. |  |  |  |
|         | |  |  |  |
| 12 (12) | «Голубка вмешивается» Пан Румбурак превратил короля, пана Виго и пани Майерову в каменные статуи, а Арабелу унёс в свой замок, где она встречается с Петром. Чтобы навсегда избавиться от соперника, Румбурак собирается как можно скорее казнить Петра. Но благодаря вмешательству горлицы, в которой Арабела узнает свою мать, Петра спасает могучий Фантомас, властелин Страны Сказок для взрослых. Арабелла с Петром, королевой и детьми покидают мрачный замок, в котором власть взяла в свою руки счастливо вышедшая замуж пани Мюллерова. Арабелла не подозревает, что ей снова грозит опасность, так как Румбураку удалось скрыться. |  |  |  |
|         | |  |  |  |
| 13 (13) | «С колокольчика началось, колокольчиком и заканчивается» Петр, Арабелла её расколдованная мать, Гонзик и Марженка вернулись в мир людей, не заметив, что с ними туда пробрался и Румбурак. С помощью перстня Арабела оживляет превращенных в статуи своего отца, мать Петра и пана Виго. Позже король Гиацинт восстанавливает уничтоженный им же завод. И вот Петр и Арабела наконец женятся. Румбурак все же ухитряется испортить торжество, превратив Арабелу в овцу, а Петра в напольные часы, потому что перед свадьбой Арабела оставила перстень без присмотра. К счастью пан Виго пресекает безобразие и возвращает новобрачным их облик, а Румбурака и Бабу-ягу превращает в стиральную и посудомоечную машины, которые Петр и Арабела принимают как свадебные подарки. Перед тем, как вернуться в свой мир король Гиацинт дарит семье Майер тот самый колокольчик, с которого все началось, после чего все гости из мира сказок убывают. Правда колокольчик такса Майеров Пайда уносит и закапывает в саду, а значит, что теперь Петру и Арабеле придется жить как простым людям, но это их не огорчает, ведь главное, что они теперь вместе.                                                |  |  |  |
|         | |  |  |  |

## Интересные факты

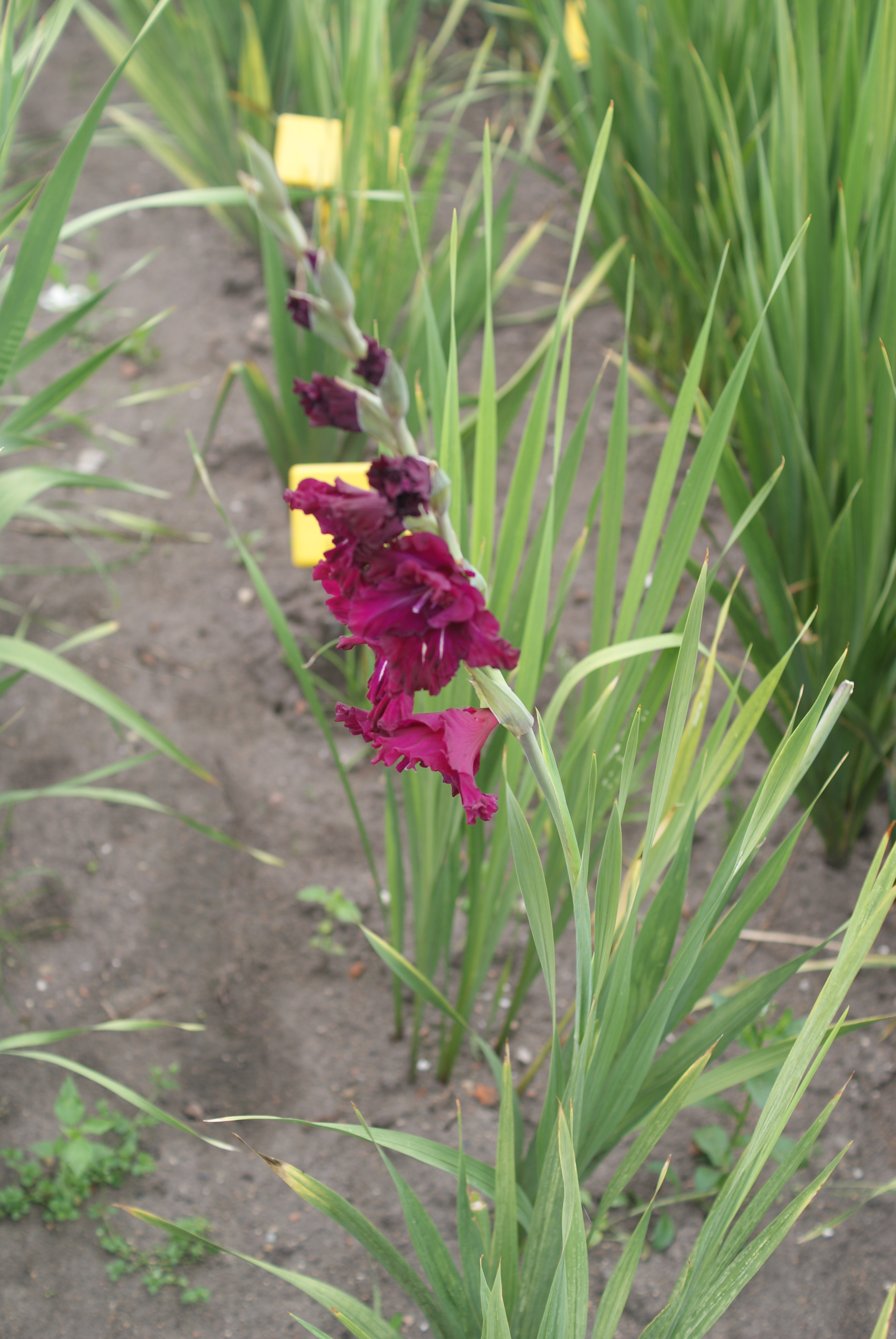
Гладиолус Румбурак выведен в 1986 году

- В 2013 году Вацлаву Ворличеку поступило предложение снять ремейк сериала с немецкими актёрами для немецкого телевидения, но режиссёр отказался[3].
- В 2014 году польским зоологом Вандой Весоловской[англ.] впервые описан род пауков-скакунов (7 видов) из Южной Африки, названных Rumburak[англ.][4].